# Копцевичі
Капцевичі (Копцевичі) — козацько-старшинський, а згодом дворянський рід.

## Походження
Козацько-старшинський рід Копцевичів походить від бурмистра і війта переяславського магістрату Лаврентія Фомича (Хоменка; р. н. невід. — п. перед 1743). Його сини почали зватися Капцевичами (Копцевичами). Старший з них — Іван Лаврентійович — був переяславським війтом (1735–37), а молодший — Семен Лаврентійович (р. н. невід. — п. перед 1763) — першим полковим переяславським сотником (1752–57). Внук молодшого з братів — Петро Михайлович (1772—1840) — військовий та державний діяч Російської імперії. Брав участь у багатьох військових кампаніях, у тому числі у протинаполеонівських війнах, відзначився в справі під Лейпцигом (1813) — одним з перших увійшов до міста. 1819—1822 — командувач окремого сибірського корпусу, генерал-губернатор Тобольський і Томський. 1822–28 — генерал-губернатор Західного Сибіру. 1835 — генерал від артилерії. Багато зробив для поліпшення побутових умов засланців та упорядкування служби Сибірського козацького війська.
Імовірно, до цього ж роду належав відомий релігійний та освітянський діяч Герман (у миру Григорій Копцевич; р. н. невідомий — п. 1735) — ректор Московської слов'яно-греко-латинської академії (1730–31), архієпископ Архангелогородський та Холмогорський (1731–35), письменник і засновник школи в Холмогорах (нині село Архангельської обл., РФ).
Рід внесено до 2-ї частини Родовідної книги Полтавської губернії.